# Mauritixenus sakalavus
Mauritixenus sakalavus är en mångfotingart som först beskrevs av Marquet och Bruno Condé 1950.  Mauritixenus sakalavus ingår i släktet Mauritixenus och familjen penseldubbelfotingar. Inga underarter finns listade i Catalogue of Life.